# Erich Krempel
Erich Krempel, född 18 augusti 1913 i Suhl, död 26 september 1992 i Suhl, var en tysk sportskytt.
Krempel blev olympisk silvermedaljör i pistol vid sommarspelen 1936 i Berlin.